# تازه آباد مران (مقاطعة ديواندرة)
تازه‌آباد مران (بالفارسية: تازه‌آباد مران) هي قرية تقع في قسم كاني شيرين الريفي (مقاطعة ديواندرة) في إيران. يقدر عدد سكانها بـ 22 نسمة بحسب إحصاء 2016.